# Eduardo Tolentino de Araújo
Eduardo Tolentino de Araujo (Rio de Janeiro, 1954) é um jornalista e diretor de teatro brasileiro, fundador do Grupo TAPA. Dirigiu mais de 60 peças entre autores nacionais e internacionais e foi considerado, pelo crítico Dirceu Alves Jr., da Veja, o criador de "um padrão de rigor e refinamento nos palcos paulistanos".
Sua montagem de 12 Homens e uma Sentença venceu os prêmios APCA e Contigo de "melhor espetáculo" e ainda foi indicado a duas categorias do Prêmio Shell SP.
Entre os autores brasileiros que dirigiu destacam-se Nelson Rodrigues, Antônio Bivar, Plínio Marcos, Oduvaldo Vianna Filho, Domingos de Oliveira, Millôr Fernandes, Martins Pena e Jorge Andrade. Entre os autores internacionais estão Jean Tardieu, Maquiavel, Ibsen, Molière, Shakespeare, Jacques Prèvert, Bernard Shaw, Lars Noren, Jean Anouilh, Pirandello, Anton Theckhov e August Strindberg. Na televisão realizou a série Grandes Damas da GNT, além de duas adaptações teatrais para a TV Cultura, O Paria, de August Strindberg e O Telescópio, de Jorge Andrade. 
Recebeu quatro Prêmios Mambembe, dois Prêmios APCA, um Prêmio Governador do Estado e um Prêmio Molière, todos na categoria Direção.[carece de fontes?]

## Direção teatral - Grupo TAPA
- Apenas um conto de fadas, de sua autoria
- Uma peça por outra, de Jean Tardieu
- O Anel e a rosa, de William Makepeace Thackeray
- Não me chame de Tetê ou Trágico Acidente Destronou Thereza, de José Wilker
- Tempo quente na floresta azul, de Orígenes Lessa
- O Noviço, de Martins Penna
- Casa de Orates, de Arthur e Aloísio Azevedo
- Viúva, porém honesta, de Nelson Rodrigues
- Pinóquio, de Carlo Collodi
- O Tempo e os Conways, de J. B. Priestley
- A Mandrágora, de Nicolau Maquiavel
- Solness, o construtor, de Ibsen
- Senhor de Porqueiral, de Molière
- Nossa cidade, de Thornton Wilder
- As raposas do café, de Antônio Bivar e Celso Luiz Paulini
- A megera domada, de William Shakespeare
- As portas da noite, de Jacques Prévert
- Querô, uma reportagem maldita, de Plínio Marcos
- Sra. Klein, de Nicholas Wright
- Vestido de Noiva, de Nelson Rodrigues
- Corpo a Corpo, de Oduvaldo Vianna Filho
- Rasto atrás, de Jorge Andrade
- Do fundo do lago escuro, de Domingos de Oliveira
- Moço em estado de sítio, de Oduvaldo Vianna Filho
- Ivanov, de Anton Tchekhov
- Navalha na carne, de Plínio Marcos
- A Serpente, de Nelson Rodrigues
- Contos de Sedução, de Johnathan E. Amacker
- Os Órfãos de Jânio, de Millôr Fernandes
- Major Bárbara, de Bernard Shaw
- A Importância de ser Fiel, de Oscar Wilde
- Executivos, de Daniel Besse
- A Mandrágora, de Nicolau Maquiavel (2ª montagem)
- Camaradagem, de August Strindberg
- A Moratória, de Jorge de Andrade
- Retratos falantes, de Alan Bennett
- Amargo Siciliano, de Pirandello
- O ensaio, de Jean Anouilh
- Cloaca, Maria Goos
- Vestir os Nus, Luigi Pirandello
- Credores, August Strindberg
- Alguns Blues de Tennessee, Tennessee Williams
- De um ou de Nenhum, Luigi Pirandello
- Senhorita Julia, August Strindberg
- Berro, Tennessee Williams
- Anti-Nelson Rodrigues, Nelson Rodrigues
- As Criadas, Jean Genet
- Esplêndidos, Jean Genet
- Gata em Telhado de Zinco Quente, Tennessee Williams
- O Torniquete, de Luigi Pirandello
- A Cantora Careca, de Eugène Ionesco
- Anatol, de Arthur Schnitzler
- O Jardim das Cerejeiras, de Anton Tchekhov
- De Todas as Maneiras que Há de Amar, de Edward Albee
- Brincando com Fogo, de August Strindberg

## Diretor convidado
- A fada que tinha ideias, de Fernanda Lopes de Almeida (Produção Elvira Rocha)
- Vestido de Noiva, de Nelson Rodrigues (Produção Polonesa/ Úrsula Groska)
- Melanie Klein de Nicolas Wright (Produção Nathalia Timberg)
- Outono e inverno, de Lárs Norén (Produção Sérgio Britto)
- Sonho talvez não, de Pirandello (Produção Ana Paz)
- Recordar é viver, Hélio Sussekind (Produção Sergio Britto)
- Doze Homens e Uma Sentença, de Reginald Rose (Produção Ana Paz)
- Um Picasso, Jefrey Hatcher (Produção CTB/ Braga- Portugal)

## Teatro on-line
- Diálogo com os Personagens, de Luigi Pirandello
- O Encontro no Bar, de Bráulio Pedroso
- Uma Aventura Parisiense, de Guy de Maupassant
- Cecé, de Luigi Pirandello
- A Penteadeira, de Guy de Maupassant, Arthur Schnitzler e João do Rio
- As Portas da Noite, de Jacques Prevert
- Vidas à Margem
- O Urso, de Anton Tchekhov
- Despedida de Solteiro, de Arthur Schnitzler
- A Brasiliense, de Henry Becque
- Um Chá das Cinco, de João do Rio

## Autor
- Apenas um conto de fadas

## Direção - televisão
- Série “Grandes Damas”, GNT.
- O Pária, de August Strindberg (“Direções”, TV Cultura)
- O Telescópio, de Jorge de Andrade (“Direções”, TV Cultura)

## Prêmios
- 1982, Mambembe de Teatro Infantil, direção de “A fada que tinha ideias”
- 1983, Mambembe, direção de “Viúva, porém honesta”
- 1984, Mambembe, direção de “Pinóquio”
- 1984, Molière, direção de Teatro Infantil
- 1987, APCA, melhor de “Viúva, porém honesta”
- 1988, Governador do Estado, direção de “Solness, o construtor”
- 1994, APCA e Molière, direção de “Vestido de Noiva”
- 1998, Mambembe, direção de “Ivanov”
- 2001, APCA, direção de “Major Bárbara”

### Indicações
- 1981, Mambembe, direção e adaptação de “O anel e a rosa”
- 1987, Mambembe, direção de “Viúva, porém honesta”
- 1987, Mambembe, direção de “Uma peça por outra”
- 1989, Mambembe, direção de “Senhor de Porqueiral”
- 1989, Shell, melhor direção de “Nossa cidade”
- 1990, Molière, direção de “As raposas do café ”
- 1997, Mambembe, direção de “Do fundo do lago escuro”
- 1988, Shell, direção de “Ivanov”
- 1988, Jabuti, tradução de “Ivanov”
- 2001, Shell, direção de “Os órfãos de Jânio”
- 2001, Shell, direção de “Major Bárbara”
- 2008, Contigo, direção de “Amargo Siciliano”